# فيلا هادريان
فيلا هادريان أو فيلا أدريانا (بالإيطالية: Villa Adriana) مجمّع روماني أثري ضخم يقع في مدينة تيفولي، وسط إيطاليا. يرجع تاريخ بنائه إلى القرن الثاني. يحوي هذا المجمع على مجموعة من النصب الكلاسيكية التي أنشأها الإمبراطور الروماني هادريان، والتي تمثل أفضل عناصر الحواضر المادية من مصر، واليونان وروما على شكل «مدينة فاضلة». وقدم تم إدراج المجمع على قائمة التراث العالمي لليونسكو عام 1999.

## التاريخ
تم تشييد الفيلا في تيبور (تيفولي الحديثة) كملاذ من روما للإمبراطور هادريان خلال العقدين الثاني والثالث من القرن الثاني الميلادي. يُقال إن هادريان لم يعجبه القصر الواقع على تل بالاتين في روما، مما أدى إلى بناء المنتجع. كان من المعتاد أن يقوم الإمبراطور الروماني ببناء فيلا كمكان للاسترخاء من الحياة اليومية. قام الأباطرة السابقون والرومان الأثرياء، مثل تراجان، ببناء الفيلات أيضًا. كانت العديد من الفيلات أيضًا مكتفية ذاتيًا من المزارع الصغيرة ولم تكن بحاجة إلى استيراد المواد الغذائية. جعلت المناظر الطبيعية الخلابة حول تيبور المنطقة خيارًا شائعًا للفيلات والملاذات الريفية. اشتهرت بشعبية كبيرة بين الناس من شبه الجزيرة الإسبانية، الذين كانوا مقيمين في مدينة روما. قد يكون هذا قد ساهم في اختيار هادريان للممتلكات؛ على الرغم من أنه ولد في روما، إلا أن والديه أتيا من إسبانيا وربما كان على دراية بالمنطقة خلال حياته المبكرة. قد تكون هناك أيضًا علاقة من خلال زوجته فيبيا سابينا (83-136/137)، التي كانت ابنة أخت الإمبراطور تراجان. امتلكت عائلة سابينا مساحات كبيرة من الأراضي ويُعتقد أن ممتلكات تيبور ربما كانت واحدة منهم. شكلت فيلا من العصر الجمهوري الأساس لتأسيس هادريان.
خلال السنوات الأخيرة من حكمه، حكم هادريان الإمبراطورية من الفيلا. بدأ في استخدام الفيلا كمقر إقامة رسمي له حوالي عام 128 بعد الميلاد. لذلك، كانت هناك محكمة كبيرة تعيش هناك بشكل دائم وكان يجب أن يتم الترفيه عن أعداد كبيرة من الزوار والبيروقراطيين وإيوائهم مؤقتًا في الموقع. أبقت الخدمة البريدية على اتصال مع روما في نحو 29 كيلومتر (18 ميل)، حيث توجد الدوائر الحكومية المختلفة. من غير المعروف ما إذا كانت زوجة هادريان تعيش في الفيلا إما على أساس مؤقت أو دائم. يبدو أن علاقته بها كانت متوترة أو بعيدة، ربما بسبب جنسه الغامض. توفي والدا هادريان عندما كان صغيرا، وتم تبنيه هو وأخته من قبل تراجان. من المحتمل أن محكمة هادريان في الفيلا كانت في الغالب من الذكور، لكن من المحتمل أن ممرضة طفولته جيرمانا، التي كان قد شكل ارتباطًا عميقًا بها، قد تم استيعابها هناك (لقد عاشت بعده في الواقع).
بعد هادريان، استخدمت فيلا أحيانا ب ه مختلفة خلفاء (تماثيل نصفية من أنطونيوس بيوس (138-161)، ماركوس أوريليوس (161-180)، لوسيوس فيروس (161-169)، سيبتيموس سيفيروس وكركلا تم العثور على أماكن العمل). ربما عاشت زنوبيا، ملكة تدمر المخلوعة، هنا في السبعينيات من القرن الماضي. أثناء انهيار الإمبراطورية الرومانية في القرن الرابع، سقطت الفيلا تدريجيًا في مهب الريح ودمرت جزئيًا حيث تم أخذ التماثيل القيمة والرخام. تم استخدام المنشأة كمستودع من كلا الجانبين خلال الحرب القوطية المدمرة (535-554) بين القوط الشرقيين والبيزنطيين. تم العثور على بقايا قمائن الجير، حيث تم حرق الرخام من المجمع لاستخراج الجير لمواد البناء. كما أعاد المسيحيون استخدام مواد البناء لبناء البازيليكا والمباني الأخرى. في القرن السادس عشر، أزال الكاردينال إيبوليتو الثاني ديستي الكثير من الرخام والتماثيل المتبقية في فيلا هادريان لتزيين فيلا ديستي الخاصة به الواقعة في مكان قريب. منذ تلك الفترة، كشفت الحفريات بشكل متقطع عن المزيد من الشظايا والمنحوتات، والتي تم الاحتفاظ ببعض منها في الموقع أو وضعها في الموقع في مباني العرض.

## الهيكل والعمارة

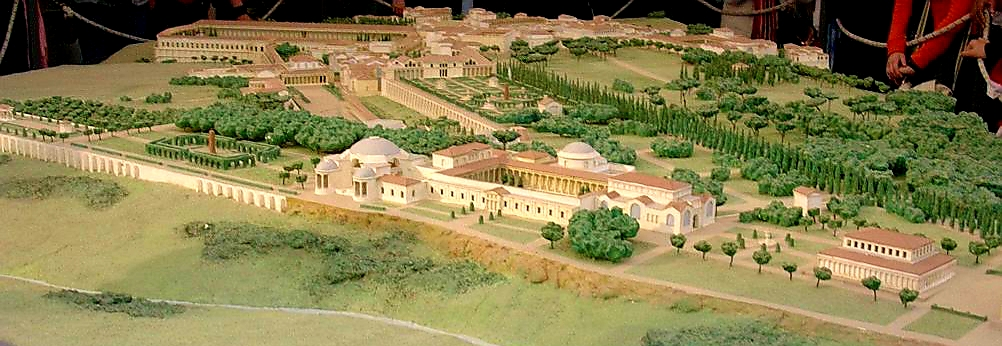
نموذج لفيلا هادريان

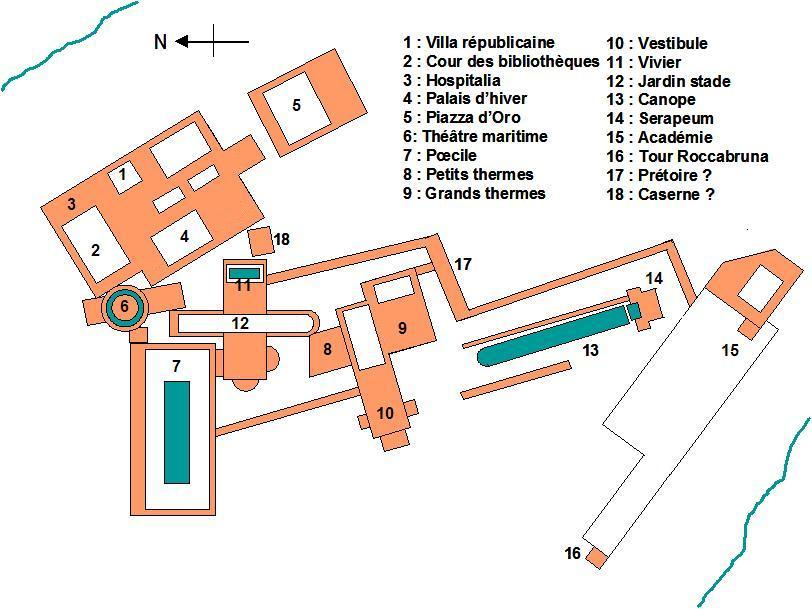
مخطط فيلا هادريان

فيلَّا هادريان هي مساحة شاسعة من الأرض بها العديد من حمامات السباحة والحمامات والنوافير والهندسة المعمارية اليونانية والرومانية الكلاسيكية الموجودة في ما كان يمكن أن يكون مزيجًا من الحدائق ذات المناظر الطبيعية والمناطق البرية والأراضي الزراعية المزروعة. بسبب رحلات هادريان، قام أيضًا بتكليف المباني والتماثيل ذات الطراز المصري، حتى أنه قام بتسمية بعض المباني بعد المدن أو المعابد المصرية. تم تشييد المباني من الحجر الجيري والطوب والجير والبوزولانا والتوفا. يحتوي المجمع على أكثر من 30 مبنى، تغطي ما لا يقل عن كيلومتر مربع (250 فدانًا، وهي مساحة أكبر من مدينة بومبي)، والتي لا يزال الكثير منها غير محفور. كانت الفلل تقع عادةً على قمم التلال، ولكن مع نوافيرها وأحواضها وحدائقها، تطلبت فيلا هادريان مصادر وفيرة من المياه، والتي تم توفيرها عن طريق قنوات المياه التي تغذي روما، بما في ذلك أكوا أنيو فيتوس وأكوا أنيو نوفوس وأكوا مارسيا وأكوا كلوديا. للاستفادة من هذه المصادر، يجب أن تقع الفيلا على أرض أقل من القناة.
يحتوي مجمع الفيلا على العديد من الهياكل من ثقافات مختلفة. على سبيل المثال، يوجد في الفيلا نهر صغير يمر عبره ويرتبط بنهر النيل المصري. أيضًا، كان للفيلا ما يُعرف ببواكيلوس، وهي شخصيات يونانية شوهدت في اليونان القديمة. داخل جميع الهياكل في الفيلا، يوجد أيضًا مغارة تسمى هاديس. تعود كل هذه الهياكل إلى المكان الذي زاره الإمبراطور هادريان في عهده.
تتجاوز الهندسة المعمارية مجرد تسمية هياكلها بعد الأماكن والمعالم الأثرية التي شاهدها هادريان في رحلاته الواسعة عبر الإمبراطورية. من الواضح أن بعض المباني تحاول إعادة إنشاء ميزات معينة للمناظر الطبيعية أو العمارة التي لها أهمية شخصية للإمبراطور. وهكذا، فإن المنطقة المعروفة باسم كانوب، والتي سميت على اسم المدينة المصرية التي غرق فيها أنتينوس، تتميز ببركة طويلة فخمة تعكس نهر النيل، والتي كانت تصطف بنسخ من المنحوتات الشهيرة بما في ذلك كارياتيدس من ارخثيون، وهو تمثال يصور القزم المصري. وإله الخصوبة بس وتمساح. تم تصميم بيسيل على غرار ستوا بواكيل في أثينا، وهي مدينة يفضلها هادريان. تمزج الهياكل بحرية بين العناصر اليونانية التقليدية والعناصر الرومانية المبتكرة. يستخدم سياج الجزيرة (المعروف باسم المسرح البحري) النظام الأيوني الكلاسيكي، وإن كان بطريقة جديدة؛ تم تغطية تريكلينيوم لما يسمى بيازا دورو وسيرابيوم بقباب خرسانية مجزأة رومانية، ربما صممها هادريان نفسه. كان بيتشيل هادريان الموجود داخل الفيلا عبارة عن حديقة ضخمة محاطة بمسبح ورواق. تبلغ أبعاد المسبح 232 by 97 متر (761 by 318 قدم). في الأصل، كان المسبح محاطًا بأربعة جدران مع أعمدة داخلية. ساعدت هذه الأعمدة في دعم السقف. في وسط الرباعي كان هناك بركة كبيرة مستطيلة الشكل. تخلق الجدران الأربعة عزلة سلمية لهادريان والضيوف.
أحد المباني في الفيلا يسمى «المسرح البحري». يتكون من رواق دائري بقبو أسطواني مدعوم بأعمدة. كان داخل الرواق بركة على شكل حلقة مع جزيرة مركزية. العلبة الدائرية الكبيرة 40 متر (130 قدم) في القطر له مدخل إلى الشمال. داخل الجدار الخارجي ومحيط الخندق عبارة عن حلقة من الأعمدة الأيونية غير الممزقة. يشتمل المسرح البحري على صالة ومكتبة وحمامات ساخنة وثلاثة أجنحة مع أرضيات مدفئة ومغسلة ومعرض فني ونافورة كبيرة. خلال العصور القديمة، كانت الجزيرة متصلة بالرواق بواسطة جسرين خشبيين. يوجد على الجزيرة دوموس صغير، مكتمل بأتريوم، ومكتبة، وتريكلينيوم، وحمامات صغيرة. ربما كان الإمبراطور يستخدم المنطقة كمنطقة تراجع عن الحياة المزدحمة في البلاط.

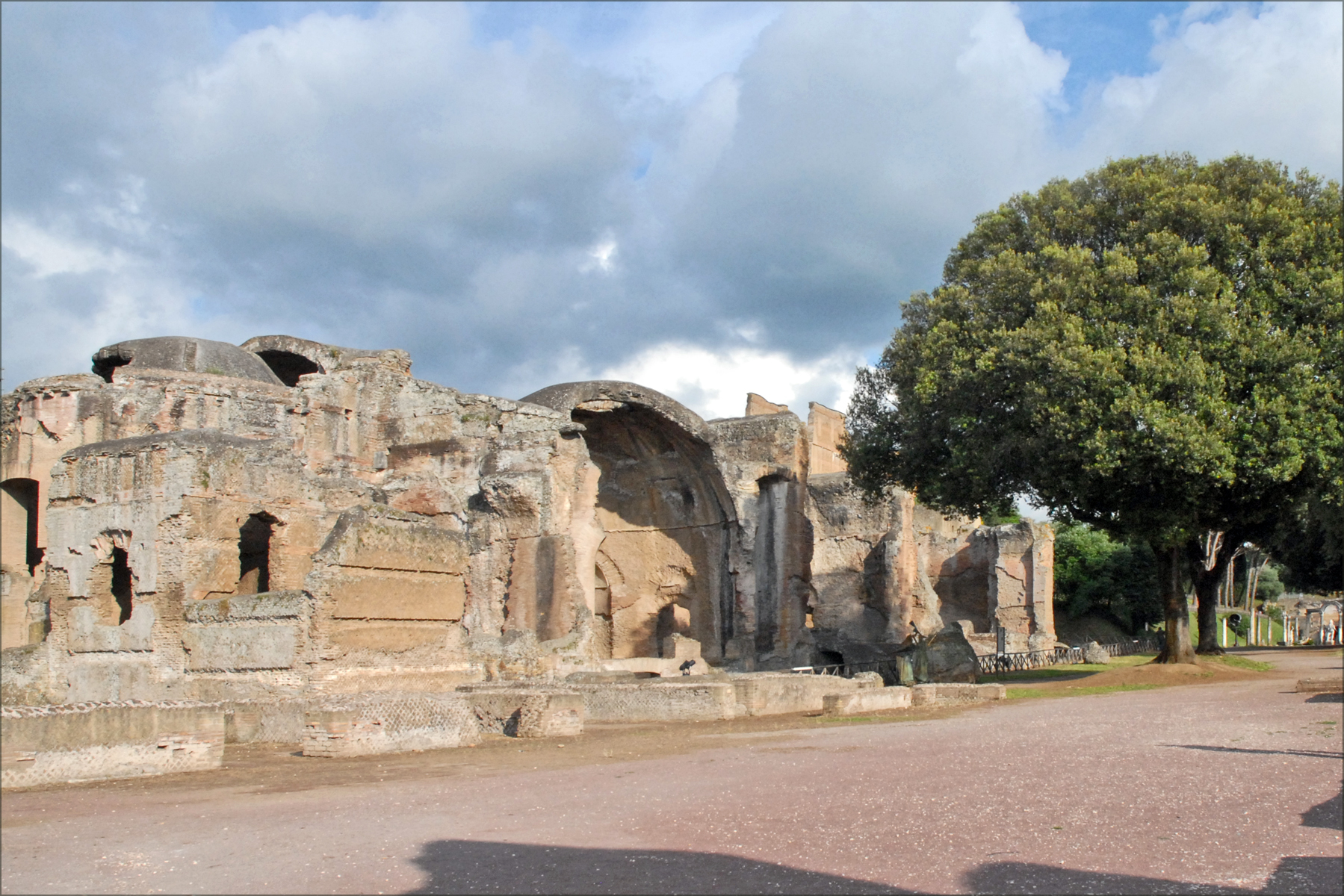
جراند ثيرماي

تستخدم الفيلا العديد من الأساليب والابتكارات المعمارية. تحتوي قباب الحمامات البخارية على فتحات دائرية على القمة للسماح للبخار بالخروج. هذا يذكرنا بالبانثيون، الذي بناه هادريان أيضًا. المنطقة لديها شبكة من الأنفاق وكانت تستخدم في الغالب لنقل الخدم والبضائع من منطقة إلى أخرى.
في عام 1998، تم اكتشاف بقايا ما ادعى علماء الآثار أنه قبر أنتينوس الضخم، أو معبد له، في الفيلا. هذه، ومع ذلك، تم الطعن لاحقا في دراسة تشير إلى عدم وجود أي دليل مباشر على قبر أنطونيوس، بالإضافة إلى مصدر آباء تم تجاهله سابقا يشير إلى الدفن في مصر في أنتينو إرمبوليس، والتعامل مع إمكانية وجود ملاذ أنتينوس في فيلا هادريان على أنها معقولة ولكنها غير مثبتة. في سبتمبر 2013، تم التحقيق في شبكة أنفاق ودُفنت في أعماق الفيلا؛ ربما كانت هذه طرق خدمة للموظفين حتى تظل الطبيعة المثالية للمناظر الطبيعية غير مضطربة. كان الموقع يأوي عدة آلاف من الأشخاص بما في ذلك الموظفين والزوار والخدم والعبيد. على الرغم من أن الكثير من الأنشطة الرئيسية كانت ستنخرط فيها أثناء غياب هادريان عن جولات التفتيش في المقاطعات، لا بد أن عددًا كبيرًا من الناس (والحيوانات) كانوا يتنقلون في موقع تيفولي بشكل يومي. ربما أدى نشاط البناء المستمر تقريبًا فوق البستنة الأساسية والأنشطة المنزلية إلى اللجوء إلى الطرق الجوفية. وقد وصفت الفيلا نفسها بأنها تحفة معمارية. اكتشف فريق من المتخصصين في الكهوف أنها أكثر إثارة للإعجاب مما كان يعتقد سابقًا.

## المنحوتات والأعمال الفنية
تم اكتشاف العديد من القطع الأثرية الجميلة وترميمها في الفيلا، مثل التماثيل الرخامية لأنتينوس، عاشق هادريان المؤلَّف، الذي غرق عرضًا في مصر، وفسيفساء من المسرح والحمامات. تصور فسيفساء نابضة بالحياة مجموعة من الحمائم حول وعاء، مع شرب أحدهم، ويبدو أنها نسخة من عمل لسوسوس من بيرغامون كما وصفه بليني الأكبر. تم نسخه بدوره على نطاق واسع.
تم العثور على العديد من نسخ التماثيل اليونانية (مثل الأمازون الجرحى)، وحتى تفسيرات على الطراز المصري للآلهة الرومانية والعكس صحيح. تم نقل معظمها إلى روما للحفظ والاستعادة، ويمكن رؤيتها في متاحف كابيتولين أو متاحف الفاتيكان. ومع ذلك، تم التنقيب عن العديد أيضًا في القرن الثامن عشر من قبل تجار الآثار مثل جوفاني باتيستا بيرانيزي وغافين هاملتون لبيعها إلى السياح الكبار والآثار مثل تشارلز تاونلي، وكذلك في مجموعات الآثار الرئيسية في أماكن أخرى في أوروبا وأمريكا الشمالية.
- رامي القرص
- فسيفساء حوض الحمامة، نسخة من فسيفساء هيلينستية شهيرة، متاحف كابيتولين
- ديانا فرساي، متحف اللوفر
- الرابض فينوس
- كابيتولين أنتينوس
- القنطور الصغير والقنطور القديم (إصدارات كابيتولين)

## الأهمية في الوقت الحاضر
صنفت منظمة الأمم المتحدة للتربية والعلم والثقافة (اليونسكو) فيلا هادريان كموقع للتراث العالمي في عام 1999. حدد التعيين حدود الموقع وأنشأ منطقة عازلة حوله لم يُسمح فيها ببناء جديد. في عام 2011، أعلنت الحكومة المجتمعية في تيفولي عن خطط، تم إلغاؤها لاحقًا، لبناء مكب نفايات بالقرب من الفيلا ووافقت على بناء مساكن عامة على مساحة 120 ألف متر مربع داخل المنطقة العازلة. في اجتماعها السنوي السادس والثلاثين، عالجت اليونسكو رسميًا هذه التعديات على الموقع. وبينما أشادوا بالحكومة الإيطالية لقرارها بالتخلي عن بناء مكب نفايات في منطقة كوركول، طلبت اللجنة من الحكومة «إبلاغ مركز التراث العالمي في الوقت المناسب بأي مشروع إنمائي كبير مخطط له في المنطقة العازلة للعقار. بما في ذلك تطوير الإسكان في مقاطعة بونتي لوكانو، والذي يجب تضمين تقييم أثر التراث الخاص به، وفقًا للفقرة 172 من المبادئ التوجيهية التشغيلية، قبل تقديم أي التزام لا رجعة فيه». كما طلبت اليونسكو من «الدولة الطرف أن تقدم... تقرير محدث عن حالة الحفاظ على الممتلكات،» بحلول فبراير 2014، مما يعكس المخاوف بشأن تدهور الآثار المكشوفة.
أسباب جعل الفيلا موقعًا للتراث العالمي هي: إنها تحفة فنية تجمع بين الثقافة المادية لعالم البحر الأبيض المتوسط، وقد ألهمت عصر النهضة والباروك، كما أنها تلهم العالم الحديث أيضًا، والفيلا هي بقاء استثنائي من أوائل الإمبراطورية الرومانية. في عام 2016، كجزء من إعادة التنظيم التي قامت بها وزارة التراث الثقافي والأنشطة، تم وضع فيلَّا هادريان وفيلَّا ديستي المجاورة ومعبد هرقل في تيفولي تحت إشراف معهد فيلا أدريانا المستقلّ الذي تم إنشاؤه حديثًا. أصدرت أكاديمية هادريان للهندسة المعمارية وعلم الآثار دعوة لتقديم أوراق لعقد مؤتمر بعنوان تصميم مباني اليونسكو العازلة. تم وضع أكاديمية الفيلا على قائمة 100 الأكثر تعرضًا للخطر لعام 2006 في قائمة الصندوق العالمي للآثار والتراث بسبب التدهور السريع للآثار.
في عام 2019، صنفت اليونسكو فيلا هادريان كموقع يتمتع بحصانة خاصة من نشاط الحرب بسبب قيمتها الرمزية العميقة. هذا المستوى الإضافي من الأمن يحظر على أعضاء الأمم المتحدة مهاجمة الموقع أو استخدامه لأغراض عسكرية في حالة نشوب حرب. في فبراير 2021، أعلن علماء الآثار بقيادة الباحث رافائيل هيدالغو برييتو من جامعة بابلو دي أولافيد عن اكتشاف بقايا غرفة إفطار هادريان التي كانت تُظهر قوته الإمبراطورية. لقد كشفوا عن هيكل مثل تريكلينيوم مائي وغرفة طعام منفصلة كانت بمثابة نموذج لـ السيرابيوم المعروف. قال برييتو: «أراد الإمبراطور إظهار أشياء من شأنها أن تطغى على الزائر، وهو شيء لم يسبق رؤيته في أي مكان آخر في العالم ولا يوجد إلا في فيلا أدريانا».

## معرض الصور

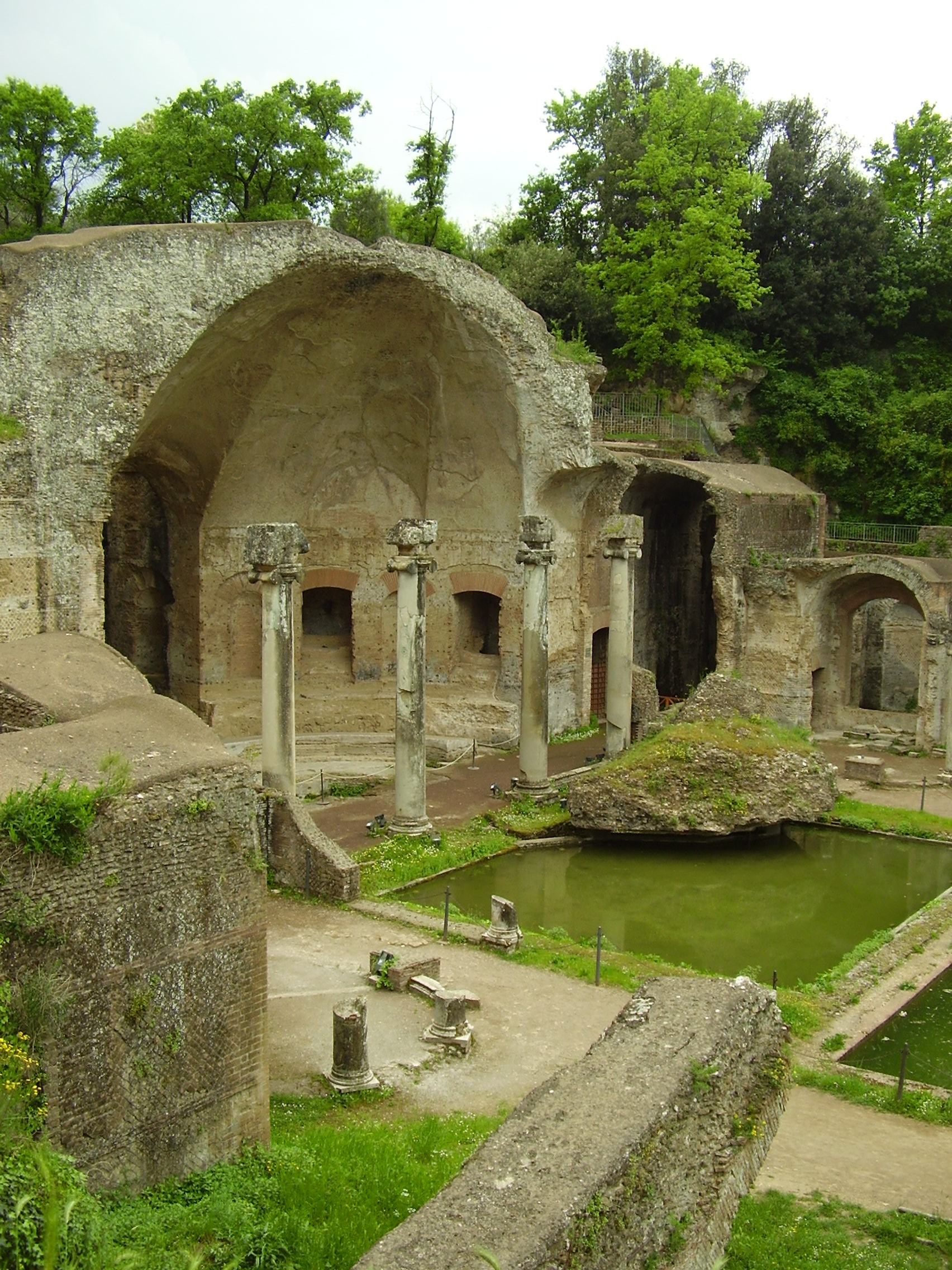
بقايا الفيلا اليوم
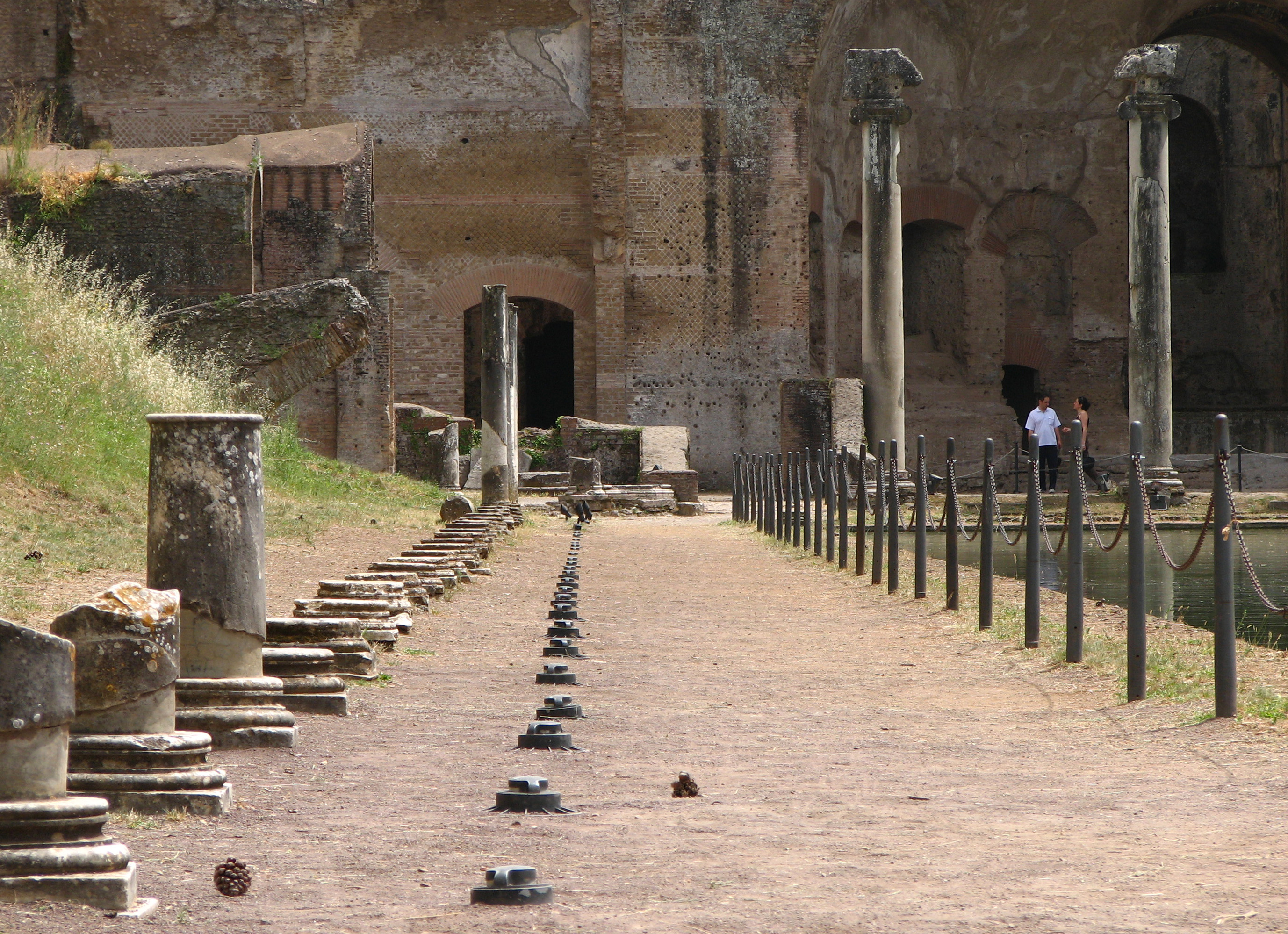
حديقة الفيلا
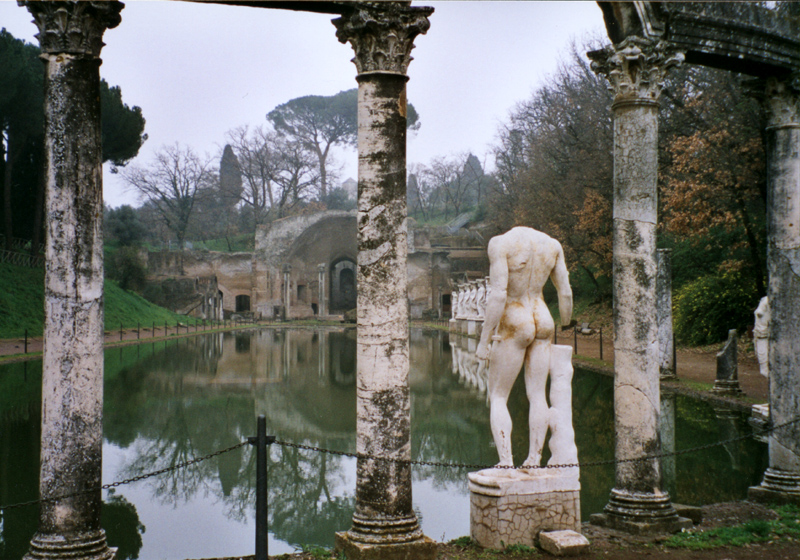
كانوباس
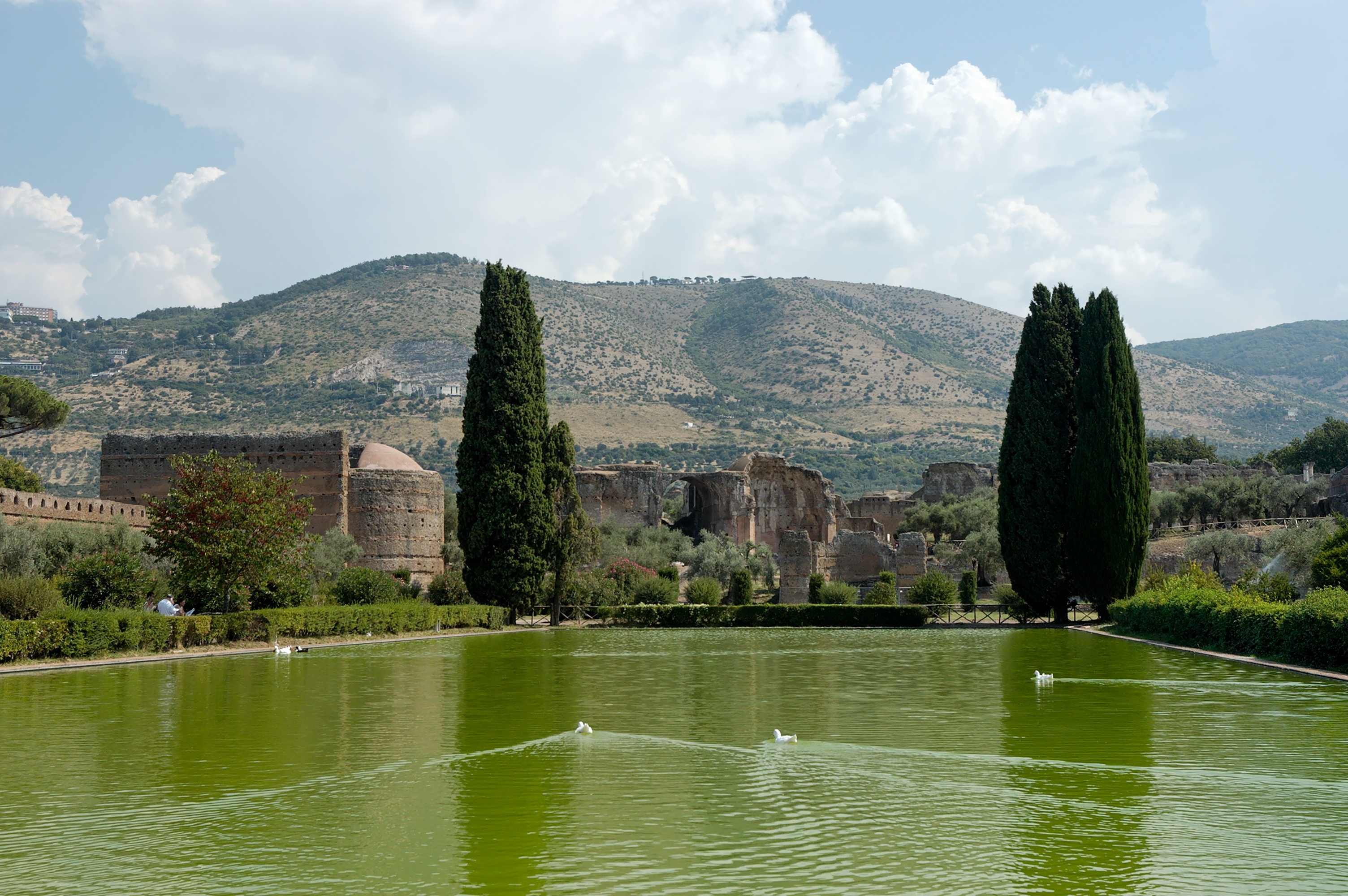
بحيرة الفيلا

## وصلات خارجية
- فيلاّ أدريانا (تيفولي)
- فيلا هادريان في تيفولي، روما
- مباني عظيمة: فيلا هادريان